# Shanghai Golden Grand Prix 2019
Navigation
Édition précédente Édition suivante
Le Shanghai Golden Grand Prix 2019 se déroule le 18 mai 2019 au Stade de Shanghai, en Chine. Il s'agit de la deuxième étape de la Ligue de diamant 2019.

## Résultats

### Hommes
| Rang | Athlète           | Temps           | Points |
| ---- | ----------------- | --------------- | ------ |
| 1    | Noah Lyles        | 9 s 86 (WL, PB) | 8      |
| 2    | Christian Coleman | 9 s 86 (WL)     | 7      |
| 3    | Akani Simbine     | 9 s 95 (SB)     | 6      |
| 4    | Reece Prescod     | 9 s 97 (SB)     | 5      |
| 5    | Su Bingtian       | 10 s 05 (SB)    | 4      |
| 6    | Xie Zhenye        | 10 s 09 (SB)    | 3      |
| 7    | Isiah Young       | 10 s 14 (SB)    | 2      |
| 8    | Michael Rodgers   | 10 s 15 (SB)    | 1      |

| Rang | Athlète         | Temps        | Points |
| ---- | --------------- | ------------ | ------ |
| 1    | Fred Kerley     | 44 s 81 (SB) | 8      |
| 2    | Michael Cherry  | 45 s 48      | 7      |
| 3    | Nathan Strother | 45 s 52 (SB) | 6      |
| 4    | Nathon Allen    | 45 s 73 (SB) | 5      |
| 5    | Bralon Taplin   | 45 s 93      | 4      |
| 6    | Wu Yang         | 47 s 13 (SB) | 3      |
| 7    | Isaac Makwala   | DNF          | 2      |

| Rang | Athlète                  | Temps               | Points |
| ---- | ------------------------ | ------------------- | ------ |
| 1    | Yomif Kejelcha           | 13 min 04 s 16 (WL) | 8      |
| 2    | Selemon Barega           | 13 min 04 s 71 (SB) | 7      |
| 3    | Hagos Gebrhiwet          | 13 min 04 s 83 (SB) | 6      |
| 4    | Birhanu Balew            | 13 min 05 s 04 (SB) | 5      |
| 5    | Telahun Haile Bekele     | 13 min 05 s 94 (SB) | 4      |
| 6    | Nicholas Kipkorir Kimeli | 13 min 06 s 16 (PB) | 3      |
| 7    | Joshua Cheptegei         | 13 min 06 s 68 (SB) | 2      |
| 8    | Stanley Waithaka Mburu   | 13 min 08 s 97 (PB) | 1      |

| Rang | Athlète            | Temps        | Points |
| ---- | ------------------ | ------------ | ------ |
| 1    | Omar McLeod        | 13 s 12 (SB) | 8      |
| 2    | Xie Wenjun         | 13 s 17 (PB) | 7      |
| 3    | Sergueï Choubenkov | 13 s 28 (SB) | 6      |
| 4    | Orlando Ortega     | 13 s 28 (SB) | 5      |
| 5    | Freddie Crittenden | 13 s 36 (SB) | 4      |
| 6    | Andrew Pozzi       | 13 s 39 (SB) | 3      |
| 7    | Milan Trajkovic    | 13 s 41 (SB) | 2      |
| 8    | Antonio Alkana     | 13 s 47      | 1      |

| Rang | Athlète           | Marque           | Points |
| ---- | ----------------- | ---------------- | ------ |
| 1    | Abderrahman Samba | 47 s 27 (WL, MR) | 8      |
| 2    | Rai Benjamin      | 47 s 80 (SB)     | 7      |
| 3    | Thomas Barr       | 49 s 41 (SB)     | 6      |
| 4    | Patryk Dobek      | 49 s 64 (SB)     | 5      |
| 5    | Rasmus Mägi       | 50 s 06 (SB)     | 4      |
| 6    | Takatoshi Abe     | 50 s 27          | 3      |
| 7    | Marcio Teles      | 50 s 90 (SB)     | 2      |
| 8    | Feng Zhiqiang     | 52 s 11          | 1      |

| Rang | Athlète           | Marque      | Points |
| ---- | ----------------- | ----------- | ------ |
| 1    | Wang Yu           | 2,28 m (SB) | 8      |
| 2    | Maksim Nedasekau  | 2,28 m (SB) | 7      |
| 3    | Ilya Ivanyuk      | 2,28 m (SB) | 6      |
| 4    | Jeron Robinson    | 2,25 m      | 5      |
| 4    | Brandon Starc     | 2,25 m (SB) | 4      |
| 4    | Jamal Wilson      | 2,25 m (SB) | 3      |
| 7    | Majd Eddin Ghazal | 2,25 m      | 2      |
| 8    | Michael Mason     | 2,22 m      | 1      |

| Rang | Athlète             | Marque      | Points |
| ---- | ------------------- | ----------- | ------ |
| 1    | Tajay Gayle         | 8,24 m      | 8      |
| 2    | Wang Jianan         | 8,16 m (SB) | 7      |
| 3    | Ruswahl Samaai      | 8,14 m      | 6      |
| 4    | Zhang Yaoguang      | 7,98 m      | 5      |
| 5    | Miltiadis Tentoglou | 7,97 m      | 4      |
| 6    | Zarck Visser        | 7,90 m      | 3      |
| 7    | Huang Changzhou     | 7,90 m      | 2      |
| 8    | Emiliano Lasa       | 7,85 m      | 1      |

| Rang | Athlète          | Marque       | Points |
| ---- | ---------------- | ------------ | ------ |
| 1    | Andreas Hofmann  | 87,55 m (WL) | 8      |
| 2    | Cheng Chao-Tsun  | 87,12 m (SB) | 7      |
| 3    | Marcin Krukowski | 84,51 m      | 6      |
| 4    | Thomas Röhler    | 82,95 m (SB) | 5      |
| 5    | Liu Qizhen       | 80,35 m (SB) | 4      |
| 6    | Jakub Vadlejch   | 80,00 m (SB) | 3      |
| 7    | Julius Yego      | 77,82 m (SB) | 2      |
| 8    | Ma Qun           | 74,11 m      | 1      |

### Femmes
| Rang | Athlète               | Temps        | Points |
| ---- | --------------------- | ------------ | ------ |
| 1    | Aleia Hobbs           | 11 s 03 (SB) | 8      |
| 2    | Blessing Okagbare     | 11 s 07 (SB) | 7      |
| 3    | Elaine Thompson       | 11 s 14 (SB) | 6      |
| 4    | Vitoria Cristina Rosa | 11 s 16 (SB) | 5      |
| 5    | Jenna Prandini        | 11 s 19      | 4      |
| 6    | Liang Xiaojing        | 11 s 22 (PB) | 3      |
| 7    | Michelle-Lee Ahye     | 11 s 23 (SB) | 2      |
| 8    | Wei Yongli            | 11 s 40      | 1      |

| Rang | Athlète                 | Temps        | Points |
| ---- | ----------------------- | ------------ | ------ |
| 1    | Salwa Eid Naser         | 50 s 65 (SB) | 8      |
| 2    | Sydney McLaughlin       | 50 s 78 (SB) | 7      |
| 3    | Christine Botlogetswe   | 51 s 29 (SB) | 6      |
| 4    | Stephenie Ann McPherson | 51 s 39 (SB) | 5      |
| 5    | Jessica Beard           | 51 s 40 (SB) | 4      |
| 6    | Lisanne De Witte        | 51 s 80 (SB) | 3      |
| 7    | Justyna Święty-Ersetic  | 51 s 85 (SB) | 2      |
| 8    | Shakima Wimbley         | 52 s 69      | 1      |

| Rang | Athlète         | Temps                  | Points |
| ---- | --------------- | ---------------------- | ------ |
| 1    | Rababe Arafi    | 4 min 01 s 15 (WL)     | 8      |
| 2    | Gudaf Tsegay    | 4 min 01 s 25 (SB)     | 7      |
| 3    | Winnie Nanyondo | 4 min 01 s 39 (NR, PB) | 6      |
| 4    | Dawit Seyaum    | 4 min 01 s 40 (SB)     | 5      |
| 5    | Sifan Hassan    | 4 min 01 s 91 (SB)     | 4      |
| 6    | Axumawit Embaye | 4 min 01 s 95 (PB)     | 3      |
| 7    | Winny Chebet    | 4 min 02 s 94 (SB)     | 2      |
| 8    | Alemaz Samuel   | 4 min 03 s 79 (SB)     | 1      |

| Rang | Athlète                     | Temps                  | Points |
| ---- | --------------------------- | ---------------------- | ------ |
| 1    | Beatrice Chepkoech          | 9 min 04 s 53 (WL, MR) | 8      |
| 2    | Celliphine Chepteek Chespol | 9 min 11 s 10 (SB)     | 7      |
| 3    | Peruth Chemutai             | 9 min 17 s 78 (SB)     | 6      |
| 4    | Winfred Mutile Yavi         | 9 min 19 s 63 (SB)     | 5      |
| 5    | Mercy Chepkurui             | 9 min 23 s 59 (PB)     | 4      |
| 6    | Maruša Mišmaš               | 9 min 29 s 48 (SB)     | 3      |
| 7    | Geneviève Lalonde           | 9 min 29 s 82 (NR, PB) | 2      |
| 8    | Fancy Cherono               | 9 min 31 s 00 (PB)     | 1      |

| Rang | Athlète                | Marque          | Points |
| ---- | ---------------------- | --------------- | ------ |
| 1    | Ekateríni Stefanídi    | 4,72 m (SB)     | 8      |
| 2    | Nikoleta Kiriakopoulou | 4,72 m (SB)     | 7      |
| 3    | Li Ling                | 4,72 m (AR, PB) | 6      |
| 4    | Sandi Morris           | 4,72 m          | 5      |
| 5    | Katie Nageotte         | 4,62 m (SB)     | 4      |
| 6    | Iryna Zhuk             | 4,52 m (SB)     | 3      |
| 7    | Alysha Newman          | 4,52 m (SB)     | 2      |
| 8    | Holly Bradshaw         | 4,42 m (SB)     | 1      |

| Rang | Athlète             | Marque       | Points |
| ---- | ------------------- | ------------ | ------ |
| 1    | Chase Ealey         | 19,58 m      | 8      |
| 2    | Gong Lijiao         | 19,44 m (SB) | 7      |
| 3    | Aliona Dubitskaya   | 18,78 m (SB) | 6      |
| 4    | Jessica Ramsey      | 18,61 m      | 5      |
| 5    | Danniel Thomas-Dodd | 18,54 m      | 4      |
| 6    | Maggie Ewen         | 18,48 m      | 3      |
| 7    | Fanny Roos          | 18,30 m      | 2      |
| 8    | Paulina Guba        | 17,86 m (SB) | 1      |

| \| Rang \| Athlète \| Marque \| Points \| \| ---- \| ------------------ \| ------------ \| ------ \| \| 1 \| Lü Huihui \| 66,89m (MR) \| 8 \| \| 2 \| Lina Muze \| 64,87 m (PB) \| 7 \| \| 3 \| Christin Hussong \| 64,10 m \| 6 \| \| 4 \| Madara Palameika \| 62,45 m (SB) \| 5 \| \| 5 \| Nikola Ogrodníková \| 61,68 m (SB) \| 4 \| \| 6 \| Kelsey-Lee Barber \| 61,40 m \| 3 \| \| 7 \| Ariana Ince \| 60,26 m (SB) \| 2 \| \| 8 \| Sunette Viljoen \| 57,56 m \| 1 \| |                    |              |        |
| Rang | Athlète            | Marque       | Points |
| 1 | Lü Huihui          | 66,89m (MR)  | 8      |
| 2 | Lina Muze          | 64,87 m (PB) | 7      |
| 3 | Christin Hussong   | 64,10 m      | 6      |
| 4 | Madara Palameika   | 62,45 m (SB) | 5      |
| 5 | Nikola Ogrodníková | 61,68 m (SB) | 4      |
| 6 | Kelsey-Lee Barber  | 61,40 m      | 3      |
| 7 | Ariana Ince        | 60,26 m (SB) | 2      |
| 8 | Sunette Viljoen    | 57,56 m      | 1      |

## Légende
Records et Performances
- AR : Record continental (area record)
- CR : Record des championnats (championship record)
- MR : Record du meeting (meet record)
- NR : Record national (national record)
- OR : Record olympique (olympic record)
- PR : Record paralympique (paralympic record)
- PB : Record personnel (personal best)
- SB : Meilleure performance personnelle de la saison (season's best)
- WL : Meilleure performance mondiale de l'année (world leader)
- WJR : Record du monde junior (world junior record)
- WR : Record du monde (world record)

Circonstances et Conditions
- DNF : N'a pas terminé (did not finish)
- DNS : N'a pas pris le départ (did not start)
- DQ : Disqualification (disqualification)
- NM : Aucun essai valable enregistré (No Mark)
- Q : Qualifié « directement » au prochain tour (ou à la prochaine compétition), lors d'une compétition majeure, grâce au classement ou à la réalisation des minima (automatic qualifier)
- q : Qualifié au prochain tour (ou à la prochaine compétition), lors d'une compétition majeure, grâce au repêchage ou à la réalisation de l'une des meilleures performances parmi celles des « non qualifiés directement » (grâce au meilleur temps ou à la meilleure distance par exemple) (secondary qualifier)

DLR Record de la Ligue de diamant